# Junco
Junco là một chi chim trong họ Emberizidae.